# Betsy Blair
Betsy Blair, geboren Elizabeth Boger (Cliffside Park, 11 december 1923 – Londen, 13 maart 2009) was een Amerikaans actrice.

## Levensloop
Betsy Blair debuteerde als "chorus girl" in een nachtclub. Zij charmeerde er Gene Kelly, die met haar trouwde. Hij introduceerde haar onder meer in de politiek, maar hun communistische sympathieën maakten hen het leven moeilijk. Zij kwam terecht op de zwarte lijst van het McCarthyisme. Toch slaagde zij er in om mee te spelen in Marty, die in 1955 de Gouden Palm in Cannes won. Blair zelf kreeg een nominatie voor de Academy Award voor Beste Vrouwelijke Bijrol.
Op haar 37e onderbrak ze haar carrière om zich te wijden aan haar derde echtgenoot, de regisseur Karel Reisz. Zij werkte nadien vooral in Europa, met regisseurs als Michelangelo Antonioni en Costa Gavras.

## Filmografie (selectie)
- 1988 – Betrayed (Costa Gavras)
- 1986 – Descente aux enfers (Francis Girod)
- 1986 – Flight of the Spruce Goose ( Lech Majewski)
- 1978 – Gejaagd door de Winst (Guido Henderickx en Robbe De Hert) (semi-documentaire)
- 1973 – A Delicate Balance (Tony Richardson)
- 1969 – Mazel Tov ou le Mariage (Claude Berri)
- 1962 – Senilita (Mauro Bolognini)
- 1962 – All Night Long (Basil Dearden)
- 1960 – I Delfini (Francesco Maselli)
- 1957 – Il grido (Michelangelo Antonioni)
- 1956 – Rencontre à Paris (Georges Lampin)
- 1956 – Calle Mayor (Juan Antonio Bardem)
- 1956 – The Halliday Brand (Joseph H. Lewis)
- 1955 – Marty (Delbert Mann)
- 1951 – Kind Lady (John Sturges)
- 1950 – No Way Out (Joseph L. Mankiewicz)
- 1950 – Mystery Street (John Sturges)
- 1948 – The Snake Pit (Anatole Litvak)
- 1947 – A Double Life (George Cukor)